# Katherine Bloodgood
Katherine Spencer Bloodgood Kipp (24 avril 1871 – Janvier 1967) est une chanteuse américaine contralto et comédienne de vaudeville.

## Débuts
Katherine « Kitty » Spencer naît à Ithaca, New York et grandit à San Diego, en Californie.

## Carrière

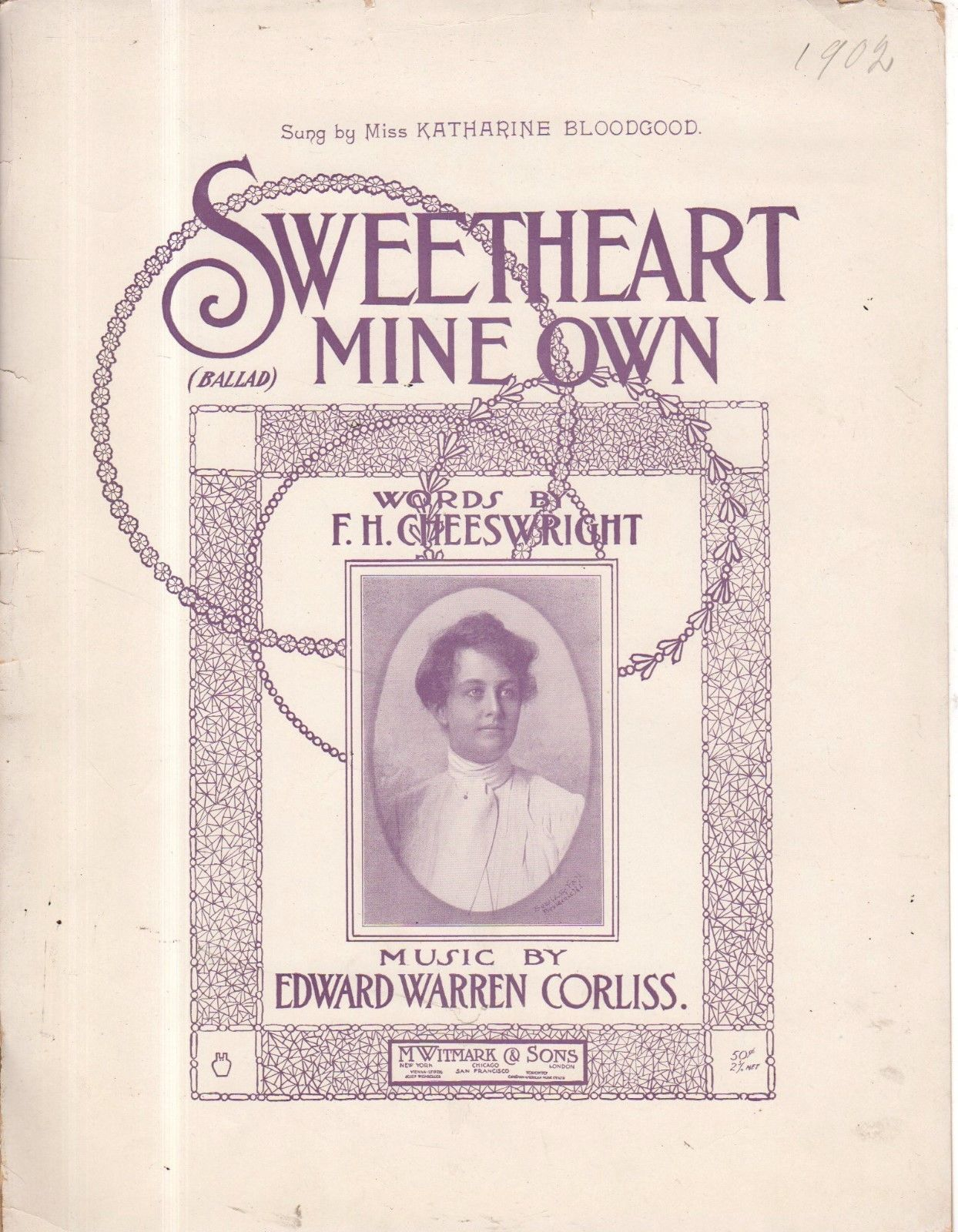
Ballade d'Edward Warren Corliss chantée par Katherine Bloodgood

Katherine Bloodgood est une chanteuse contralto d'une « puissance, d'une richesse, d'une beauté et d'une ampleur  », selon un critique, qui a fait valoir sa « belle présence sur scène » et le fait qu'elle chante aussi bien en allemand qu'en anglais. Elle joue à New York pour le Manuscript Society en 1897 et au Carnegie Hall, en 1898, lorsque le critique du New York Times dit d'elle qu'elle « chante avec l'assurance et l'aplomb d'une artiste expérimentée ».
En 1898, en tant que beauté notoire, elle vend des baisers à une fête de charité à Saint-Louis, dans le Missouri. Certains baisers se sont vendus jusqu'à 500 $. Ce coup de publicité sera cité par son mari comme une cause de leur divorce retentissant un an plus tard,.
Après son divorce, elle est souvent représentée dans des programmes qui comprennent une large gamme de numéros. « Elle a décidé de rester dans le vaudeville, au moins pour un temps, qu'elle trouve beaucoup plus lucratif que le concert », explique le San Francisco magazine auquel elle répond. En 1904 Katherine Bloodgood apparaît dans un vaudeville avec Blind Tom Wiggins à l'opéra de Rochester, New York, quelques mois seulement avant que la santé de ce dernier lui fasse terminer sa longue carrière d'interprète. En 1906, elle est "l'artiste numéro un" d'un grand spectacle de Washington, DC,  dont le programme qui comprend des acrobates, des comédiens, et des animaux de cirque.

## Vie personnelle
Katherine Spencer se marie deux fois. Elle épouse d'abord  William Denton Bloodgood en 1889, quand elle a 17 ans. Ce mariage se termine par un divorce en 1899. Elle épouse, en 1902, Howard Hapgood Kipp, officier de Marine. Elle a deux fils, Elwyn Lynotte Bloodgood (1890-1935) et Hapgood Kipp (né en 1907), et une fille, Eleanore Mayo Kipp (née en 1909 dans les Philippines). Elwyn peut avoir accompagné le Lieutenant Kipp lors de sa prise de poste à Guam en 1903,.
Katherine Spencer Bloodgood Kipp meurt en 1967, à Los Angeles, âgée de 95 ans.